# Cyclorana verrucosa
Cyclorana verrucosa és una espècie de granota que es troba a Nova Gal·les del Sud i Queensland (Austràlia).